# Ruta Estatal de Kansas 58
K-58 es una carretera estatal en el estado estadounidense de Kansas.
Es una de las autopistas más nuevas de Kansas, inaugurada en 2005 cuando la K-57 fue truncada en la K-4 en Dwight.